# Village olympique de Munich
Le village olympique de Munich sert à héberger les athlètes des Jeux olympiques d'été de 1972.

## Historique
Le village olympique des Jeux olympiques d'été de 1972 est érigé à Milbertshofen-Am Hart, à quelques centaines de mètres du parc olympique de Munich et en plein centre-ville, ce qui diffère des Jeux d'été précédents où les villages olympiques constituaient des nouveaux quartiers en périphérie. Avant sa transformation, le lieu est un terrain d'aviation ; la construction se fait de septembre 1969 à juillet 1972. Un autre village olympique est installé à Kiel, à 700 kilomètres au nord de Munich, pour les épreuves de voile : il comprend deux immeubles, 32 bungalows et 24 studios.
Le village olympique s'étend sur 80 hectares et peut accueillir 12 000 personnes dans 1 940 appartements de une à quatre pièces et 2 780 studios. Les appartements sont dispersés entre des bungalow de deux étages pour étudiants positionnés en double rangée et des immeubles de vingt étages ou moins, incluant des appartements en terrasse et destinés à la vente. Le quartier est séparé en un village des hommes dans les immeubles, un village des femmes principalement constitué des studios, et une zone centrale regroupant les services et commerces, dont un centre œcuménique, un centre de loisirs, des magasins, une banque, une poste, un centre médical, un salon de coiffure, une pharmacie, une blanchisserie, un atelier de couture et une cordonnerie. Les Media Lines, conçus par Hans Hollein, sont un ensemble de tubes colorés d'une longueur totale de 1,6 kilomètre qui intègrent le système de régulation thermique et les câbles d'éclairage et de télécommunications pour les immeubles ; leurs couleurs permettent de s'orienter facilement dans le quartier. Les travaux de préparation des Jeux incluent également la construction d'une ligne de métro « olympique » qui dessert les principaux lieux de compétition et le village.
Les divertissements proposés aux athlètes incluent des spectacles folkloriques, des représentations théâtrales et des films. Les déplacements dans le village se font en bus.
Le lieu est prévu pour être le plus confortable et informel possible, en partie en raison du traumatisme des derniers Jeux hébergés en Allemagne sous le régime nazi. Les rues portent le nom de personnalités olympiques du passé et le service de sécurité, vêtu de couleurs pastel, n'est pas armé. La prise d'otages des Jeux olympiques de Munich a lieu dans un logement de l'équipe israélienne quand des membres du groupe Septembre noir franchissent les barrières du village. Les protocoles de sécurité deviennent beaucoup plus stricts pour les éditions suivantes.
Les premières équipes arrivent le premier août et les dernières quittent les lieux le 18 septembre 1972. Après les Jeux, le village reste inoccupé pendant plusieurs années, les propriétaires touchant un loyer garanti par le CIO en cas de vacance. Le quartier devient résidentiel et les bungalows sont mis à disposition d'un public étudiant sous le nom de Bungalowdorf (« village des bungalows »), tandis que les immeubles sont mis en vente.

## Galerie

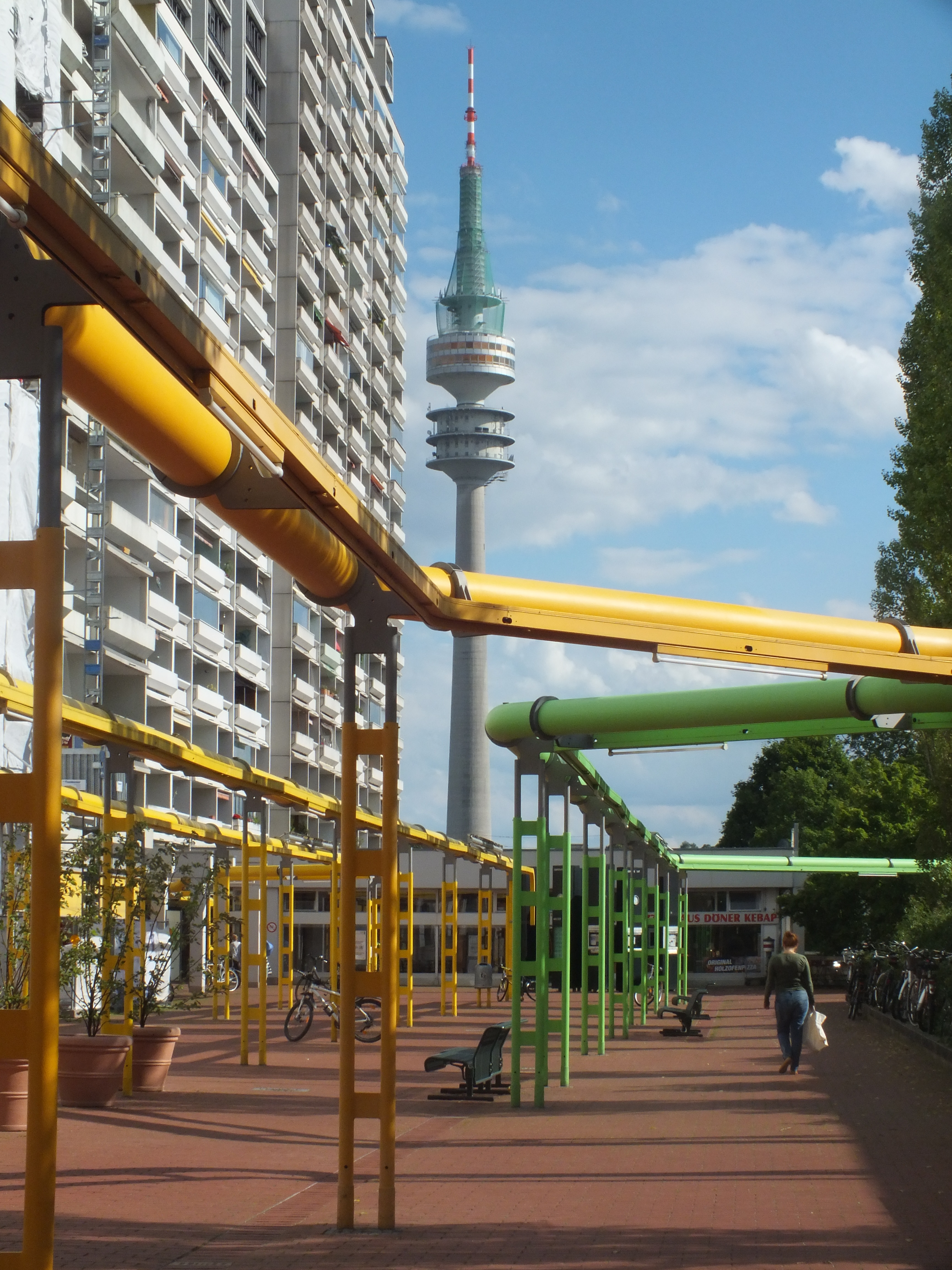
Media Lines du village olympique.
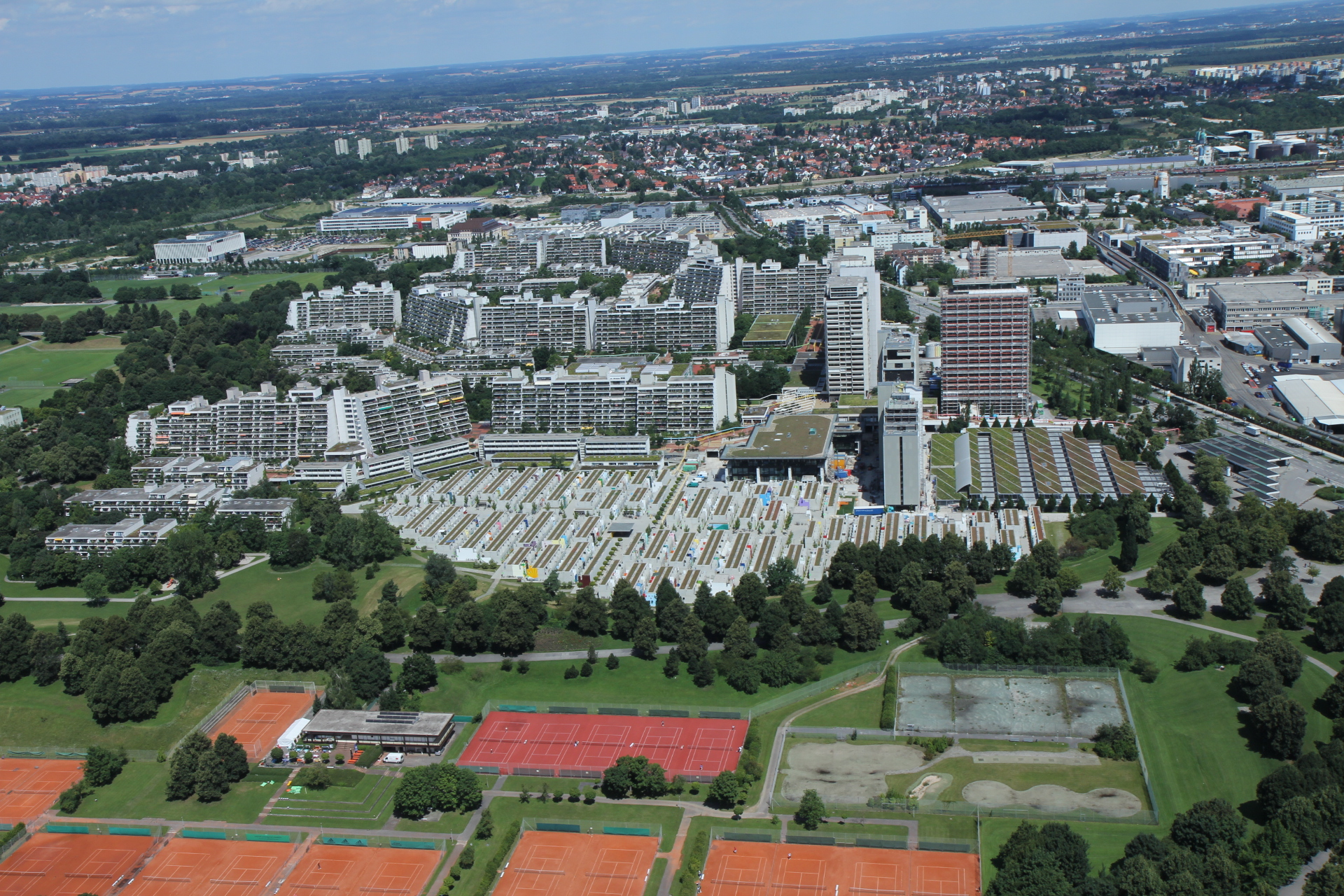
Vue aérienne du quartier en 2012.
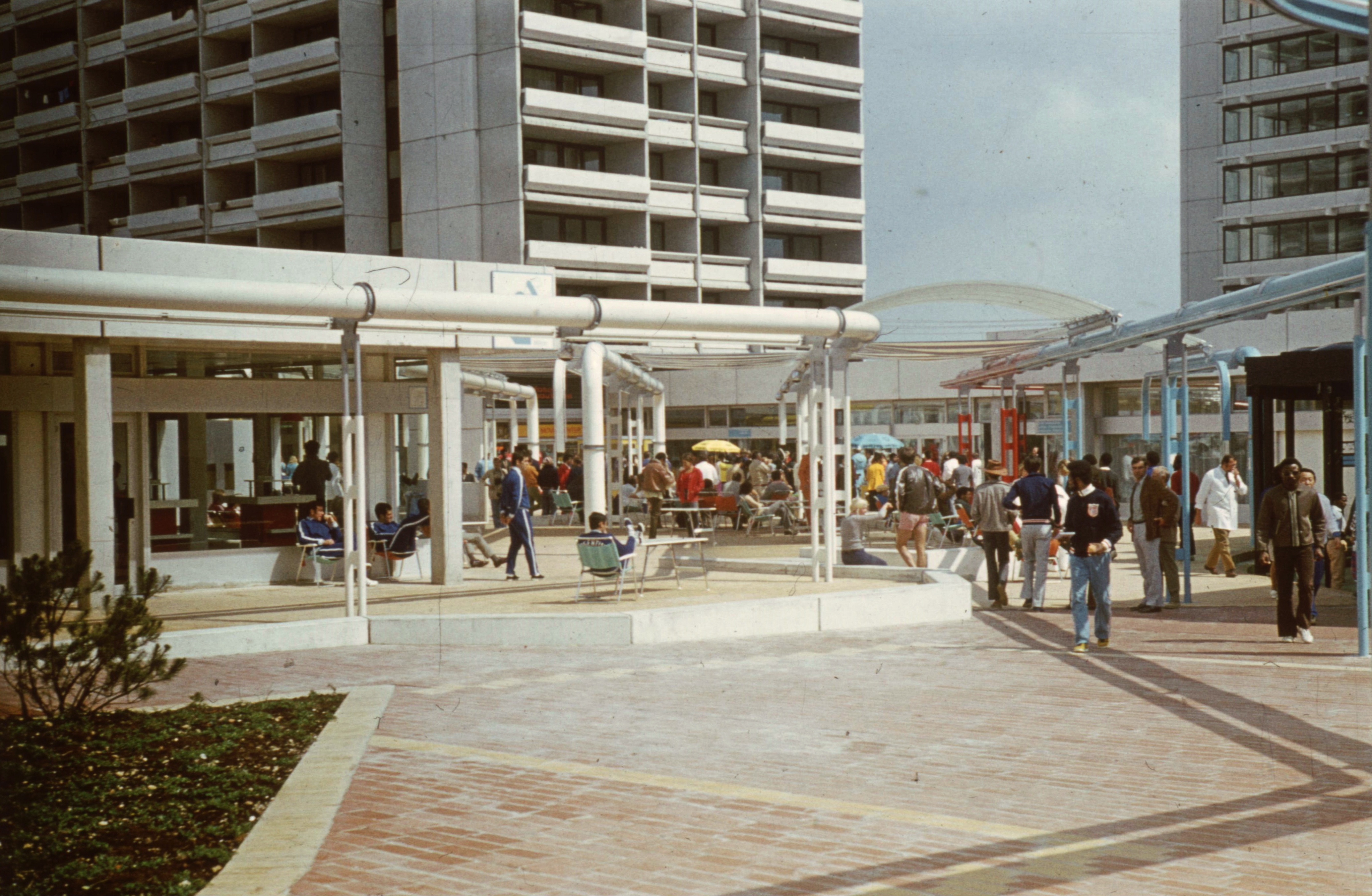
Village olympique en 1972.
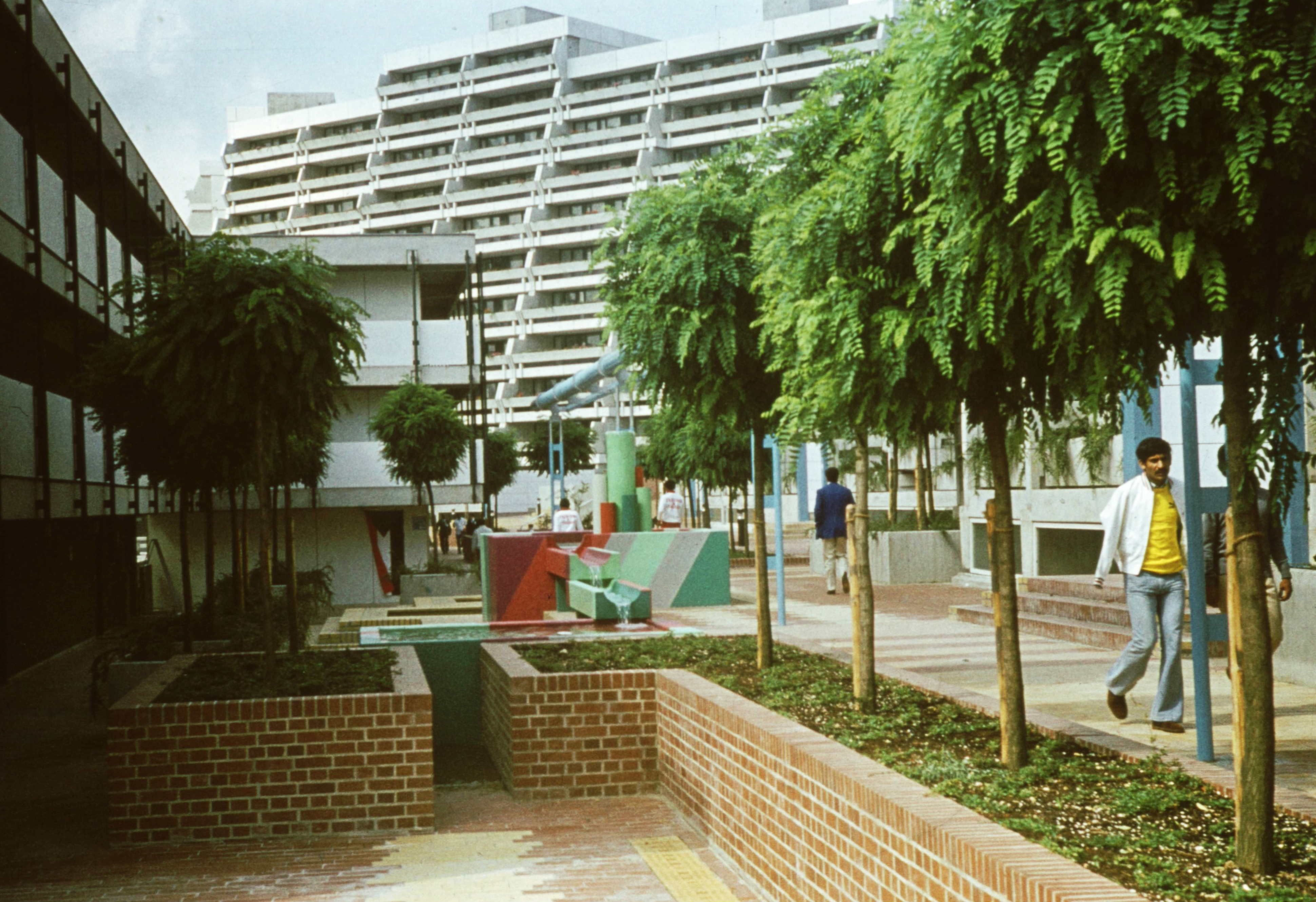
Village olympique en 1972.
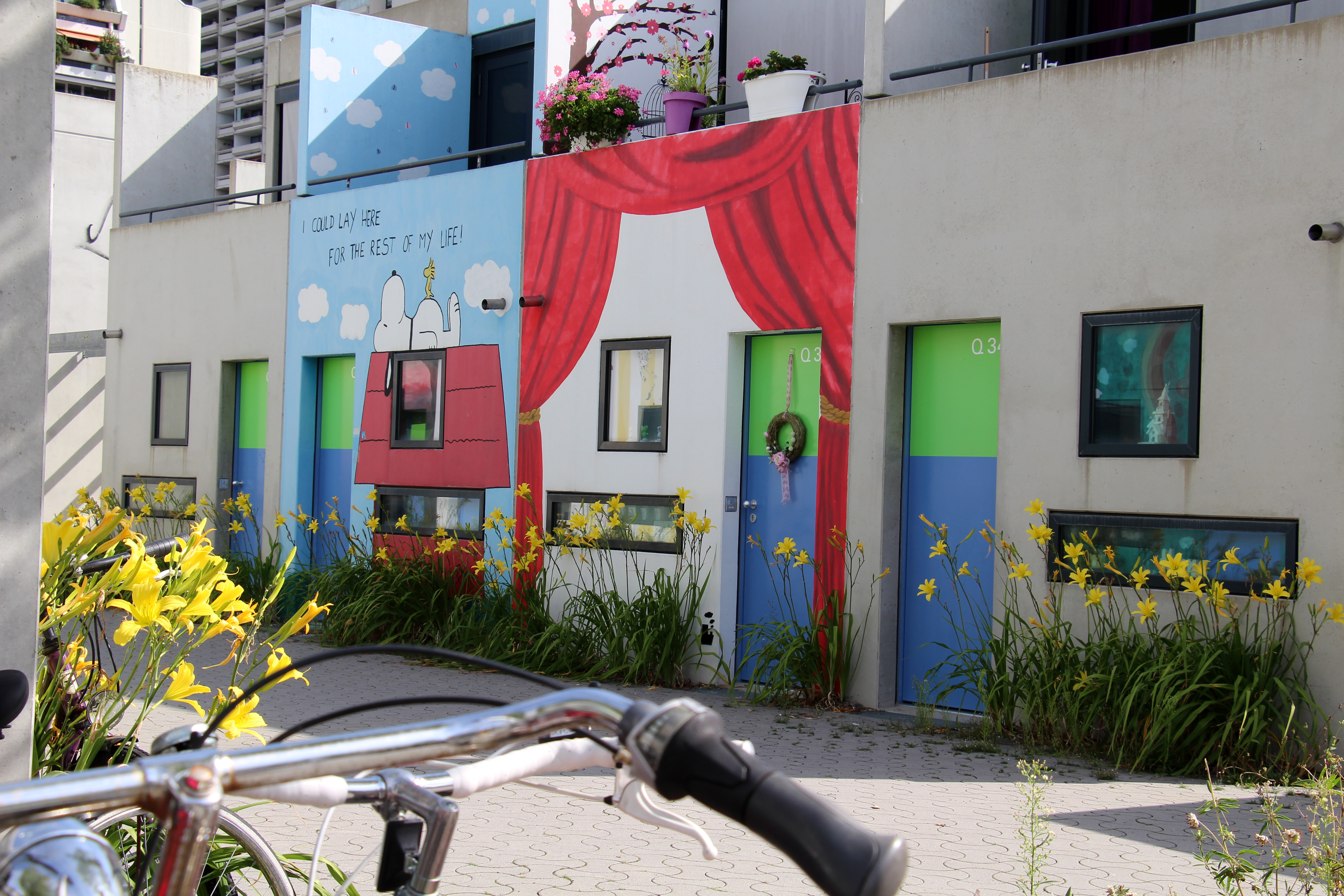
Village olympique en 2017.